# Aspicarpa
Aspicarpa é um género botânico pertencente à família Malpighiaceae.

## Espécies
| - Aspicarpa affinis - Aspicarpa albida - Aspicarpa argentea - Aspicarpa axillaris - Aspicarpa boliviensis | - Aspicarpa brevipes - Aspicarpa californica - Aspicarpa congestiflora - Aspicarpa cynanchoides - Aspicarpa diandra |